# Moto Student

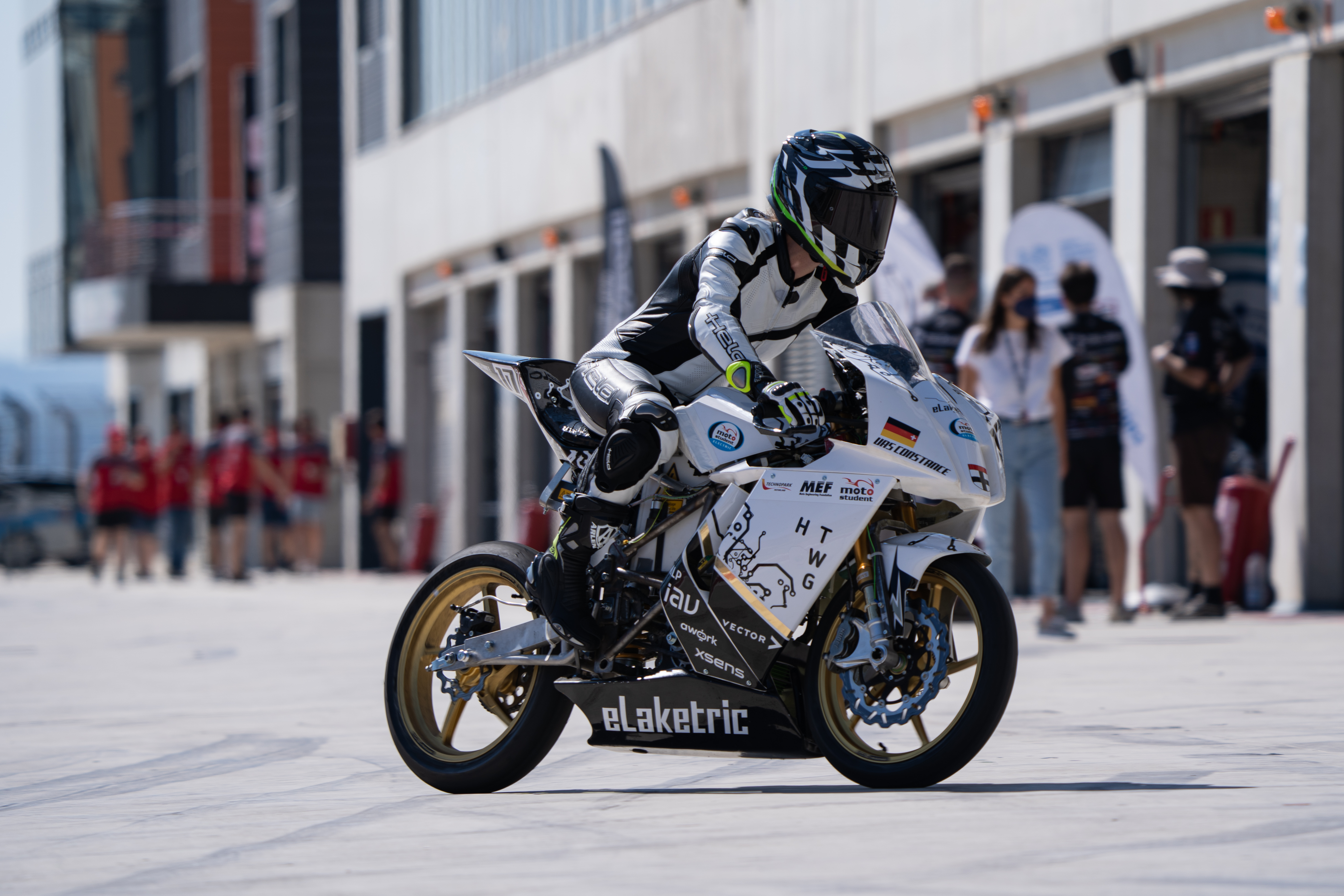
Rennmotorrad des eLaketric Racing Teams (HTWG Konstanz) in der Kategorie Moto Student Electric

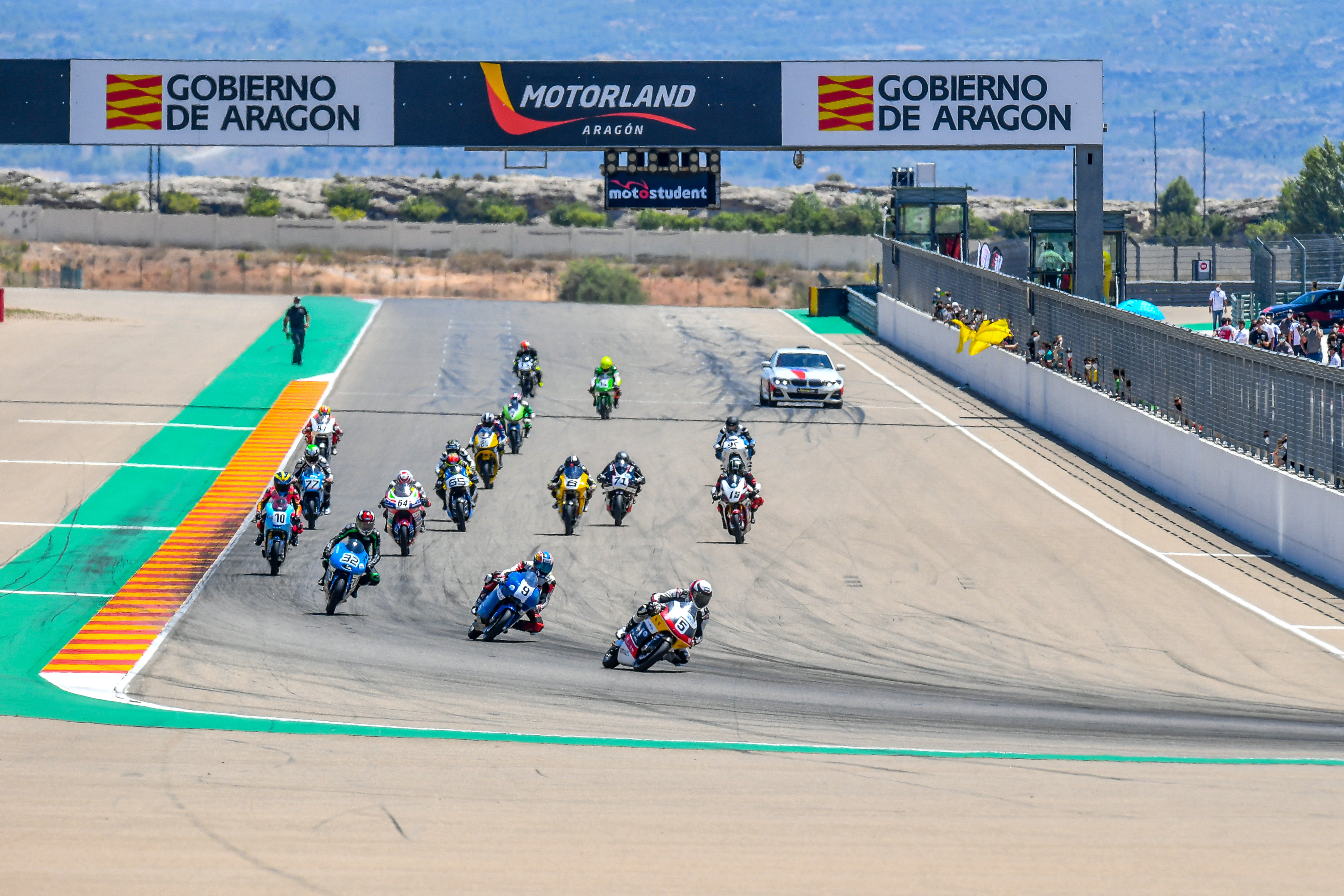
Rennstrecke der Motorland in Aragon

MotoStudent ist ein internationaler Konstruktionswettbewerb, der von der Moto Engineering Foundation und dem TechnoPark MotorLand gefördert wird. Seit 2009 treten Universitäten und Hochschulen aus aller Welt auf der Motorsport-Rennstrecke MotorLand Aragón gegeneinander an. Das Ziel der Studenten ist es, ihr gesamtes Wissen, das sie während ihres Studiums erworben haben, in einem echten Industrieprojekt anzuwenden. Teil des Wettbewerbes ist der Entwurf, die Entwicklung und Produktion eines eigenen Rennmotorrads nach Anforderungen der Motorradsportklasse Moto3. Der Wettbewerb ist in zwei Kategorien geteilt:
- MotoStudent Petrol: Konstruktion eines Rennmotorrads mit einem 250-cm³-Verbrennungsmotor.
- MotoStudent Electric: Konstruktion eines Rennmotorrads mit Elektromotor und einer Nennleistung von ca. 10 kW.

Teams deutscher Hochschulen nehmen seit der Saison 4 (2015–2016) an der Moto Student teil. In der Kategorie Electric sind die deutschen Hochschulen mit dem eLaketric Racing Team der HTWG Konstanz und in der Kategorie Petrol mit dem MariTeam der Hochschule Stralsund vertreten.

## Anforderungen und Voraussetzungen
Das Team muss eine öffentliche oder private Universität vertreten und mindestens 7 Mitglieder aufweisen. Jedes Team benötigt einen Team-Mentor, der eine aktive Lehrkraft oder ein technisches Personal der Universität ist. Außerdem sollte der Berater oder Team-Mentor mit dem Team an der Veranstaltung teilnehmen, da er von der Organisation als offizieller Vertreter des Teams angesehen wird. Das Startgeld für den Wettbewerb beinhaltet den Erwerb des MotoStudent-Kits, das homologierte Teile für alle Teams enthält, die im Rennmotorrad verbaut werden müssen.

## Wettbewerb
Die Wettkampftage in Aragonien (Mittwoch–Sonntag) sind an das Reglement der Motorsportklasse Moto3 angelehnt und bilden den Abschluss und Höhepunkt der Saison. Hier treten die Teams jeder Kategorie in insgesamt 15 Wertungsdisziplinen gegeneinander an. Die offizielle Eventsprache ist Englisch und Spanisch. Die mögliche Gesamtpunktzahl von 1000 Punkten teilt sich in die 7 statische Disziplinen (MS1-Phase) und 8 dynamische Disziplinen (MS2-Phase) auf. Neben einem Gesamtsieger gibt es auch eine Wertung für Teildisziplinen.
Die Teams nehmen die Rolle eines Motorradherstellers ein, das ein Rennmotorrad gemäß dem Moto3-Reglement entwickelt, herstellt und verkauft. Daher ist die Herausforderung nicht nur ein Engineering-basiertes Projekt, sondern auch ein Geschäftsmodell.
In der MS1-Phase werden die Projekte unter industriellen Gesichtspunkten als Geschäftsmodell beurteilt, wobei Aspekte wie Kosten, Design, Innovation, Industrialisierung, Konstruktion, Haltbarkeit und Präsentation bewertet werden. Vor dem Eintritt in die MS2-Phase werden die Motorräder getestet, um ihre Sicherheit und Funktionalität zu bestimmen. Dazu gehört eine technische Inspektion, Bremstests und verschiedene Leistungsversuche. Die dynamischen Disziplinen in der MS2-Phase bestimmen wie gut das Motorrad funktioniert. Die Moto Student endet mit einem finalen Rennen im Rahmen der FIM- und RFME-Rennbestimmungen auf dem Motorland Aragón.

### Statische Disziplinen (MS1-Phase)
Concept Development: In der ersten Phase sollen die Umsetzungsmöglichkeiten der Teams in Form von Anforderungslisten, morphologischen Kästen, FMEAs, Ressourcen, Make-or-Buy-Entscheidungen, sowie eine Auflistung des Teams aufgezeigt werden.
Product Design: Bei diesem Teil der MS1-Phase präsentieren die Teams ihre genauen Berechnungen und technischen Zeichnungen der konstruierten Teile. Für Zukaufteile wird eine Kaufbeschreibung erstellt und der Abgabe hinzugefügt. Dazu kommt noch ein fertiger Validierungs- und Testplan für das Motorrad.
Prototyping and Testing: Im 3. Teil der MS1-Phase folgt das Zusammenbauen und Testen des Prototyps. Bei den Tests muss alles dokumentiert werden, um die errechneten Werte mit der Wirklichkeit zu vergleichen und gegebenenfalls Änderungen an dem Prototyp vorzunehmen.
Innovation: In dieser Disziplin wird die Kreativität und Innovationskraft des Teams bewertet. Dabei kann es sich entweder um eine technische oder eine betriebliche Innovation handeln.
Business Plan: Die einzelnen Teams nehmen an der Moto Student als Unternehmen teil. Hierfür gilt es einen Business Plan, inklusive konfrontierter Kosten zu erstellen.
MotoStudent Pitch: Während des Events muss jedes Team eine maximal 20 Minuten lange Präsentation halten, in der sie alle Teile der MS1-Phase kurz vorstellt.
MotoStudent Finals: Im Finale der MS1-Phase treten die drei besten Teams mit einer detaillierten Präsentation erneut gegeneinander an. Dafür haben sie 35 Minuten Zeit.

### Dynamische Disziplinen (MS2-Phase)
Brake Test: Auf 200 Meter muss das Motorrad auf mindestens 80 km/h beschleunigt und zum Stehen gebracht werden. Die zurückgelegte Strecke / der Bremsweg wird gemessen und gewertet.
Gymkhana: Bei der Gymkhana-Disziplin wird die Wendigkeit und das Geschick des Fahrers gewertet. Der Fahrer muss einen abgesteckten Parcours auf Zeit durchfahren.
Acceleration: Aus dem Stand muss eine Strecke von 150 m so schnell wie möglich zurückgelegt werden.
Max Speed: Während den freien Übungszeiten auf der Strecke wird die Geschwindigkeit gemessen. Die höchste gemessene Geschwindigkeit des Rennmotorrads wird gewertet.
Regularity: In der freien Übungszeit werden drei Zeitmessungen genommen und die Differenz der schnellsten zur langsamsten Zeit berechnet und bewertet. Ziel ist es, dass die Differenz zwischen den Zeiten möglichst gering ist.
Pole Position: Das Motorrad mit der schnellsten Zeit während des Qualifyings bekommt für das finale Rennen die Pole Position und extra Punkte für die Gesamtwertung. Die Punkteverteilung ist von da an absteigend.
Best Race Lap: Bei dem finalen Rennen werden von allen Teams die Zeiten gemessen. Die beste Zeit jedes Teams wird in der Wertung für die beste Rundenzeit berücksichtigt.
Final Race: Im finalen Rennen fahren die Teams insgesamt 12 Runden auf dem Motorland Aragón. Eine Runde ist 5.077,65 m lang.

## MotoStudent Edition I
Bei der ersten Saison der MotoStudent traten 2009–2010 insgesamt 23 Teams in der Kategorie Verbrennungsmotor gegeneinander an.
| Wertung            | Sieger                            |
| ------------------ | --------------------------------- |
| Industrialisierung | 1. Universidad Pública de Navarra |
| Design             | 1. Universität Málaga             |
| Innovation         | 1. Universität Carlos III         |
| MS2-Phase          | 1. Universität Saragossa          |

## MotoStudent Edition II
Bei der zweiten Saison der MotoStudent im Jahr 2011–2012 nahmen 18 Teams in der Kategorie Verbrennungsmotor teil.
| Wertung            | Sieger                                  |
| ------------------ | --------------------------------------- |
| Industrialisierung | 1. Politecnico di Torino                |
| Design             | 1. Universität Oviedo                   |
| Innovation         | 1. Polytechnische Universität Madrid    |
| MS2-Phase          | 1. Universitat Politècnica de Catalunya |

## MotoStudent Edition III
2013 bis 2014 zählte die MotoStudent III insgesamt 33 Teams in der Kategorie Verbrennungsmotor.
| Wertung            | Sieger                                                      |
| ------------------ | ----------------------------------------------------------- |
| Industrialisierung | 1. 2WheelsPoliTO (Politecnico di Torino)                    |
| Design             | 1. ETSEIB Racing (Universitat Politècnica de Catalunya)     |
| Innovation         | 1. EUPT BIKES (Universität Saragossa)                       |
| MS2-Phase          | 1. UMH Moto-Experience (Universität Miguel Hernández Elche) |

## MotoStudent Edition IV
In der 4. Saison 2015–2016 traten neben 35 Teams in der Kategorie Verbrennungsmotor (Petrol) erstmals 17 Teams in der Kategorie Elektromotor (Electric) gegeneinander an. Das eLaketric Racing Team der HTWG Konstanz war in diesem Jahr das erste deutsche Team bei der MotoStudent.
| MotoStudent Petrol | MotoStudent Petrol | MotoStudent Electric | MotoStudent Electric |
| Wertung            | Sieger | Wertung              | Sieger |
| ------------------ | --- | -------------------- | --- |
| Gesamtwertung      | 1. ETSEIB Racing (Universitat Politècnica de Catalunya) 2. 2WheelsPoliTO (Politecnico di Torino) 3. Quartodilitro (Universität Padua) | Gesamtwertung        | 1. EUPT BIKES (Universität Saragossa) 2. MotoSpirit (Universitat Politècnica de Catalunya) 3. EPSUJATEAM (Universität Jaén) |
| Industrialisierung | 1. ETSEIB Racing (Universitat Politècnica de Catalunya)                                                                               | Industrialisierung   | 1. EPSUJA TEAM (Universität Jaén)                                                                                           |
| Design             | 1. MOTO-MAQLAB-UC3M (Universität Carlos III)                                                                                          | Design               | 1. EUPT BIKES (Universität Saragossa)                                                                                       |
| Innovation         | 1. Proyecto Guepardo (Universität Miguel Hernández Elche)                                                                             | Innovation           | 1. UNIRIOJA (Universität La Rioja)                                                                                          |
| MS2-Phase          | 1. 22WheelsPoliTO (Politecnico di Torino)                                                                                             | MS2-Phase            | 1. MotoSpirit (Universitat Politècnica de Catalunya)                                                                        |

## MotoStudent Edition V
2017 bis 2018 nahmen 47 Teams bei der MotoStudent Petrol und 27 Teams bei der MotoStudent Electric teil.
| MotoStudent Petrol | MotoStudent Petrol | MotoStudent Electric | MotoStudent Electric |
| Wertung            | Sieger | Wertung              | Sieger |
| ------------------ | --- | -------------------- | --- |
| Gesamtwertung      | 1. Polimi Motorcycle Factory (Polytechnikum Mailand) 2. Quartodilitro (Universität Padua) 3. UPM MotoStudent Petrol (Polytechnische Universität Madrid) | Gesamtwertung        | 1. UMA RACING TEAM (Universität Málaga) 2. UPM MotoStudent Electric (Polytechnische Universität Madrid) 3. UniBo Motorsport (Universität Bologna) |
| Industrialisierung | 1. Quartodilitro (Universität Padua) | Industrialisierung   | 1. e-Ride ETSEIB (Universitat Politècnica de Catalunya)                                                                                           |
| Design             | 1. Typhoon MotoRacing UOWM (Universität Westmakedonien)                                                                                                 | Design               | 1. UPM MotoStudent Electric (Polytechnische Universität Madrid)                                                                                   |
| Innovation         | 1. Typhoon MotoRacing UOWM (Universität Westmakedonien)                                                                                                 | Innovation           | 1. eLaketric (HTWG Konstanz) |
| MS2-Phase          | 1. Polimi Motorcycle Factory (Polytechnikum Mailand) | MS2-Phase            | 1. UMA RACING TEAM (Universität Málaga) |
| Bestes Rookie-Team | 1. Sapienza Gladiators RT (Universität La Sapienza) | Bestes Rookie-Team   | 1. UniBo Motorsport (Universität Bologna) |

## MotoStudent Edition VI
In der MotoStudent VI (2019–2021) traten 88 Teams an. Mit 49 Teams in der Kategorie Electric waren in dieser Kategorie erstmals mehr Teilnehmer als in der Kategorie Petrol vertreten. Aufgrund der COVID-19-Pandemie wird die Saison um ein Jahr verlängert. Das abschließende Renn-Event sollte 2021 stattfinden.
| MotoStudent Petrol | MotoStudent Petrol                                            | MotoStudent Electric | MotoStudent Electric                                      |
| ------------------ | ------------------------------------------------------------- | -------------------- | --------------------------------------------------------- |
| Wertung            | Sieger                                                        | Wertung              | Sieger                                                    |
| Gesamtwertung      | 1. 2WheelsPoliTO (Politecnico di Torino)                      | Gesamtwertung        | 1. UniBo Motorsport Moto (Universität Bologna)            |
| Industrialisierung | 1. 2WheelsPoliTO (Politecnico di Torino)                      | Industrialisierung   | 1. Polimi Motorcycle Factory (Polytechnikum Mailand)      |
| Design             | 1. 2WheelsPoliTO (Politecnico di Torino)                      | Design               | 1. UniBo Motorsport Moto (Universität Bologna)            |
| Innovation         | 1. Panther Racing AUTh (Aristoteles-Universität Thessaloniki) | Innovation           | 1. IMPULSE UNIMORE (Universität Modena und Reggio Emilia) |
| MS2-Phase          | 1. 2WheelsPoliTO (Politecnico di Torino)                      | MS2-Phase            | 1. UMA RACING TEAM (Universität Málaga)                   |
| Bestes Rookie-Team | 1. Stretto In Carena                                          | Bestes Rookie-Team   | 1. LEM Wroclaw (Technische Universität Breslau)           |